# Aloeides lutescens
Aloeides lutescens is een vlinder uit de familie van de Lycaenidae. De wetenschappelijke naam van de soort is voor het eerst geldig gepubliceerd in 1968 door Tite & Dickson.